# Serviceton
Serviceton is een plaats in de Australische deelstaat Victoria en telt 377 inwoners (2006).